# Hockey su ghiaccio ai XXIII Giochi olimpici invernali - Qualificazioni al torneo femminile
Al torneo femminile di hockey su ghiaccio sono qualificate di diritto le prime cinque squadre del ranking IIHF, rilevato dopo il mondiale 2016: Stati Uniti, Canada, Finlandia, Russia e Svezia. A queste si aggiunge la Corea del Sud, in qualità di paese ospitante.
Le altre due si sono qualificate dai due tornei di qualificazione, a loro volta preceduti da cinque tornei preliminari.
I preliminari si sono svolti dal 7 ottobre al 18 dicembre 2015 e le qualificazioni dal 9 al 12 febbraio 2017.

## Squadre qualificate
| Evento                        | Date                             | Luogo     | Partecipanti | Qualificate                                |
| ----------------------------- | -------------------------------- | --------- | ------------ | ------------------------------------------ |
| Paese ospitante               | 19 settembre 2014                |           | 1            | Corea del Sud                              |
| Classifica mondiale IIHF 2016 | 7 dicembre 2012 – 10 aprile 2016 | Kamloops  | 5            | Stati Uniti Canada Finlandia Russia Svezia |
| Qualificazione - Gruppo C     | 9-12 febbraio 2017               | Arosa     | 1            | Svizzera                                   |
| Qualificazione - Gruppo D     | 9-12 febbraio 2017               | Tomakomai | 1            | Giappone                                   |
| Totale                        |                                  |           | 8            |                                            |

## Classifica per l'accesso alle qualificazioni
Per qualificarsi direttamente, una nazionale doveva essere nei primi cinque posti del ranking al termine del campionato mondiale 2016. Le squadre che volessero prendere parte ai tornei, avevano tempo fino ad aprile 2015 per iscriversi. 

### Sistema di punteggio del ranking IIHF
| Pos.  | 1    | 2    | 3    | 4    | 5    | 6    | 7    | 8    | 9   | 10  | 11  | 12  | 13  | 14  | 15  | 16  | 17  | 18  | 19  | 20  | ... |
| Punti | 1200 | 1160 | 1120 | 1100 | 1060 | 1040 | 1020 | 1000 | 960 | 940 | 920 | 900 | 880 | 860 | 840 | 820 | 800 | 780 | 760 | 740 | ... |

I punteggi relativi ai tornei del più recente negli anni presi in considerazione vengono presi per intero; quelli relativi al secondo anno, vengono conteggiati per il 75%; quelli relativi al terzo anno, vengono conteggiati al 50%; quelli relativi al quarto anno per il 25%.

### Ranking al termine del mondiale 2016
|  | Qualificata direttamente al Torneo olimpico                          |
|  | Compete nelle qualificazioni a partire dal torneo finale             |
|  | Compete nelle qualificazioni a partire dal terzo turno preliminare   |
|  | Compete nelle qualificazioni a partire dal secondo turno preliminare |
|  | Compete nelle qualificazioni a partire dal primo turno preliminare   |

| Posizione | Nazionale      | WC 2016 | WC 2015 | WC 2014 | OI 2014 | WC 2013 | Totale |
| --------- | -------------- | ------- | ------- | ------- | ------- | ------- | ------ |
| 1         | Stati Uniti    | 1200    | 900     | 580     | 580     | 300     | 3560   |
| 2         | Canada         | 1160    | 870     | 600     | 600     | 290     | 3520   |
| 3         | Finlandia      | 1100    | 840     | 530     | 530     | 275     | 3275   |
| 4         | Russia         | 1120    | 825     | 520     | 520     | 280     | 3265   |
| 5         | Svezia         | 1060    | 795     | 550     | 550     | 255     | 3210   |
| 6         | Svizzera       | 1020    | 780     | 560     | 560     | 260     | 3180   |
| 7         | Giappone       | 1000    | 765     | 500     | 500     | 240     | 3005   |
| 8         | Germania       | 960     | 750     | 510     | 510     | 265     | 2995   |
| 9         | Rep. Ceca      | 1040    | 720     | 480     | 480     | 250     | 2970   |
| 10        | Danimarca      | 900     | 675     | 460     | 470     | 235     | 2740   |
| 11        | Austria        | 920     | 705     | 440     | 420     | 225     | 2710   |
| 12        | Francia        | 940     | 690     | 450     | 410     | 210     | 2700   |
| 13        | Norvegia       | 880     | 660     | 470     | 460     | 220     | 2690   |
| 14        | Slovacchia     | 860     | 630     | 430     | 440     | 230     | 2590   |
| 15        | Lettonia       | 820     | 645     | 420     | 370     | 215     | 2470   |
| 16        | Cina           | 760     | 600     | 410     | 450     | 195     | 2415   |
| 17        | Ungheria       | 840     | 585     | 400     | 360     | 180     | 2365   |
| 18        | Kazakistan     | 800     | 540     | 370     | 430     | 190     | 2330   |
| 19        | Paesi Bassi    | 740     | 615     | 390     | 380     | 205     | 2330   |
| 20        | Italia         | 780     | 570     | 360     | 400     | 175     | 2285   |
| 21        | Regno Unito    | 680     | 525     | 350     | 390     | 185     | 2130   |
| 22        | Polonia        | 720     | 495     | 340     | 350     | 160     | 2065   |
| Ospitante | Corea del Sud  | 700     | 510     | 330     | 320     | 150     | 2010   |
| 23        | Slovenia       | 640     | 450     | 290     | 340     | 155     | 1875   |
| 24        | Croazia        | 620     | 480     | 300     | 310     | 140     | 1850   |
| 25        | Corea del Nord | 660     | 555     | 380     | 0       | 200     | 1795   |
| 26        | Spagna         | 580     | 420     | 280     | 330     | 145     | 1755   |
| 27        | Australia      | 600     | 390     | 310     | 0       | 170     | 1470   |
| 28        | Nuova Zelanda  | 520     | 465     | 320     | 0       | 165     | 1470   |
| 29        | Islanda        | 560     | 405     | 270     | 0       | 135     | 1370   |
| 30        | Turchia        | 500     | 360     | 250     | 0       | 120     | 1230   |
| 31        | Messico        | 540     | 435     | 240     | 0       | 0       | 1215   |
| 32        | Sudafrica      | 440     | 330     | 230     | 0       | 125     | 1125   |
| 33        | Bulgaria       | 420     | 315     | 220     | 0       | 115     | 1070   |
| 34        | Hong Kong      | 460     | 345     | 210     | 0       | 0       | 1015   |
| 35        | Belgio         | 0       | 375     | 260     | 0       | 130     | 765    |
| 36        | Romania        | 480     | 0       | 0       | 0       | 0       | 480    |

- Una nazionale che ha raccolto punti per il ranking, ma non partecipa ai tornei IIHF è escluse dall'elenco: Irlanda.
- Le nazioni cui non è assegnata una posizione hanno scelto di non prendere parte alle qualificazioni olimpiche.

## Preliminari

### Primo turno

#### Gruppo J
| Pos. | Nazionale | Pt | G | V | VOT | POT | P | GF | GS | DR  |
| ---- | --------- | -- | - | - | --- | --- | - | -- | -- | --- |
| 1.   | Messico   | 6  | 2 | 2 | 0   | 0   | 0 | 24 | 5  | +19 |
| 2.   | Turchia   | 3  | 2 | 1 | 0   | 0   | 1 | 13 | 13 | 0   |
| 3.   | Hong Kong | 0  | 2 | 0 | 0   | 0   | 2 | 2  | 21 | -19 |

### Secondo turno

#### Gruppo G
| Pos. | Nazionale   | Pt | G | V | VOT | POT | P | GF | GS | DR |
| ---- | ----------- | -- | - | - | --- | --- | - | -- | -- | -- |
| 1.   | Kazakistan  | 9  | 3 | 3 | 0   | 0   | 0 | 10 | 3  | +7 |
| 2.   | Polonia     | 6  | 3 | 2 | 0   | 0   | 1 | 10 | 7  | +3 |
| 3.   | Regno Unito | 3  | 3 | 1 | 0   | 0   | 2 | 7  | 9  | -2 |
| 4.   | Messico     | 0  | 3 | 0 | 0   | 0   | 3 | 3  | 11 | -8 |

#### Gruppo H
| Pos. | Nazionale   | Pt | G | V | VOT | POT | P | GF | GS | DR  |
| ---- | ----------- | -- | - | - | --- | --- | - | -- | -- | --- |
| 1.   | Italia      | 9  | 3 | 3 | 0   | 0   | 0 | 15 | 2  | +13 |
| 2.   | Paesi Bassi | 6  | 3 | 2 | 0   | 0   | 1 | 17 | 6  | +11 |
| 3.   | Spagna      | 3  | 3 | 1 | 0   | 0   | 2 | 5  | 5  | 0   |
| 4.   | Slovenia    | 0  | 3 | 0 | 0   | 0   | 3 | 3  | 27 | -24 |

### Terzo turno

#### Gruppo E
| Pos. | Nazionale | Pt | G | V | VOT | POT | P | GF | GS | DR  |
| ---- | --------- | -- | - | - | --- | --- | - | -- | -- | --- |
| 1.   | Francia   | 9  | 3 | 3 | 0   | 0   | 0 | 14 | 2  | +12 |
| 2.   | Italia    | 6  | 3 | 2 | 0   | 0   | 1 | 7  | 5  | +2  |
| 3.   | Lettonia  | 3  | 3 | 1 | 0   | 0   | 2 | 7  | 13 | -6  |
| 4.   | Cina      | 0  | 3 | 0 | 0   | 0   | 3 | 2  | 10 | -11 |

#### Gruppo F
| Pos. | Nazionale  | Pt | G | V | VOT | POT | P | GF | GS | DR  |
| ---- | ---------- | -- | - | - | --- | --- | - | -- | -- | --- |
| 1.   | Norvegia   | 9  | 3 | 3 | 0   | 0   | 0 | 15 | 2  | +13 |
| 2.   | Ungheria   | 6  | 3 | 2 | 0   | 0   | 1 | 7  | 6  | -1  |
| 3.   | Slovacchia | 3  | 3 | 1 | 0   | 0   | 2 | 5  | 8  | -3  |
| 4.   | Kazakistan | 0  | 3 | 0 | 0   | 0   | 3 | 2  | 13 | -11 |

## Tornei di qualificazione

### Gruppo C
| Pos. | Nazionale | Pt | G | V | VOT | POT | P | GF | GS | DR  |
| ---- | --------- | -- | - | - | --- | --- | - | -- | -- | --- |
| 1.   | Svizzera  | 9  | 3 | 3 | 0   | 0   | 0 | 14 | 3  | +11 |
| 2.   | Rep. Ceca | 6  | 3 | 2 | 0   | 0   | 1 | 10 | 7  | +3  |
| 3.   | Norvegia  | 3  | 3 | 1 | 0   | 0   | 2 | 6  | 10 | -4  |
| 4.   | Danimarca | 0  | 3 | 0 | 0   | 0   | 3 | 5  | 15 | -10 |

### Gruppo D
| Pos. | Nazionale | Pt | G | V | VOT | POT | P | GF | GS | DR  |
| ---- | --------- | -- | - | - | --- | --- | - | -- | -- | --- |
| 1.   | Giappone  | 9  | 3 | 3 | 0   | 0   | 0 | 13 | 3  | +10 |
| 2.   | Germania  | 5  | 3 | 1 | 1   | 0   | 1 | 8  | 6  | +2  |
| 3.   | Francia   | 4  | 3 | 1 | 0   | 1   | 1 | 6  | 8  | -2  |
| 4.   | Austria   | 0  | 3 | 0 | 0   | 0   | 3 | 3  | 13 | -10 |